# 中村慶太
中村 慶太   (なかむら けいた、1993年6月30日 - ) は、千葉県大網白里市出身のプロサッカー選手。Jリーグ・V・ファーレン長崎所属。ポジションはミッドフィールダー。

## 来歴
2009年、流通経済大学付属柏高等学校に入学。サッカー部の同級生には呉屋大翔、田上大地がいる。2010年度の全国高校サッカー選手権大会ではベスト4まで進出した。2011年の全国高等学校総合体育大会サッカー競技大会で準決勝まで進出するも、静岡学園に敗れ決勝進出とはならなかった。
2012年流通経済大学に入学。2013年8月から2014年4月まではフランスのACBBに短期留学し、クープ・ドゥ・フランスにも出場した。2014年には、インカレで優勝し、夏冬連覇を達成した。
2015年7月30日、V・ファーレン長崎と仮契約を締結。2016年からの新加入が内定。8月4日には、V・ファーレン長崎の特別指定選手として承認された。同年の、インカレでは、ディフェンディングチャンピオンとして臨むも、準々決勝で元チームメイトの呉屋大翔のいる関西学院大学に負けて敗退した。
2016年2月28日、J2第1節の金沢戦で初出場、初スタメン。84分北川滉平と交代するまで出場。
6月26日J2第20節愛媛戦でアディショナルタイムにゴールを決めた。これがプロ初ゴールである。
7月16日J2第23節東京V戦では、71分ゴールを決めると、そのゴールがJ2第23節のノミネートゴールに選出された。
2019年より清水エスパルスに完全移籍で加入。
2021年12月23日、柏レイソルへの加入が正式に発表された。
2023年6月30日、古巣であるV・ファーレン長崎へ完全移籍で復帰することが発表された。

## 所属クラブ
- 正気FC
- ARTISTA FC
- 流通経済大学付属柏高等学校
- 流通経済大学
  - 2013年8月 - 2014年4月 ACBB（フランス語版）
  - 2015年8月 - 同年12月 V・ファーレン長崎(特別指定選手)
- 2016年 - 2018年 V・ファーレン長崎
- 2019年 - 2021年 清水エスパルス
- 2022年 - 2023年6月 柏レイソル
- 2023年7月 -  V・ファーレン長崎

## 個人成績
| 国内大会個人成績 | 国内大会個人成績 | 国内大会個人成績 | 国内大会個人成績 | 国内大会個人成績                           | 国内大会個人成績 | 国内大会個人成績 | 国内大会個人成績 | 国内大会個人成績 | 国内大会個人成績 | 国内大会個人成績 | 国内大会個人成績 |
| 年度             | クラブ           | 背番号           | リーグ           | リーグ戦                                   | リーグ戦         | リーグ杯         | リーグ杯         | オープン杯       | オープン杯       | 期間通算         | 期間通算         |
| 年度             | クラブ           | 背番号           | リーグ           | 出場                                       | 得点             | 出場             | 得点             | 出場             | 得点             | 出場             | 得点             |
| フランス         | フランス         | フランス         | フランス         | リーグ戦                                   | リーグ戦         | F・リーグ杯      | F・リーグ杯      | フランス杯       | フランス杯       | 期間通算         | 期間通算         |
| ---------------- | ---------------- | ---------------- | ---------------- | ------------------------------------------ | ---------------- | ---------------- | ---------------- | ---------------- | ---------------- | ---------------- | ---------------- |
| 2013-14          | ACBB             |                  |                  |                                            |                  | -                | -                | 1                | 0                | 1                | 0                |
| 日本             | 日本             | 日本             | 日本             | リーグ戦                                   | リーグ戦         | リーグ杯         | リーグ杯         | 天皇杯           | 天皇杯           | 期間通算         | 期間通算         |
| 2015             | 流経大           | 9                | -                | -                                          | -                | -                | -                | 1                | 0                | 1                | 0                |
| 2016             | 長崎             | 20               | J2               | 27                                         | 2                | -                | -                | 1                | 0                | 28               | 2                |
| 2017             | 長崎             | 20               | J2               | 37                                         | 8                | -                | -                | 0                | 0                | 37               | 8                |
| 2018             | 長崎             | 20               | J1               | 27                                         | 7                | 2                | 2                | 1                | 0                | 30               | 9                |
| 2019             | 清水             | 20               | J1               | 21                                         | 1                | 1                | 0                | 2                | 0                | 24               | 1                |
| 2020             | 清水             | 20               | J1               | 25                                         | 1                | 1                | 0                | -                | -                | 26               | 1                |
| 2021             | 清水             | 20               | J1               | 18                                         | 1                | 6                | 0                | 1                | 0                | 25               | 1                |
| 2022             | 柏               | 8                | J1               | 12                                         | 0                | 2                | 0                | 2                | 0                | 16               | 0                |
| 2023             | 柏               | 8                | J1               | 3                                          | 0                | 2                | 0                | 1                | 1                | 6                | 1                |
| 2023             | 長崎             | 50               | J2               | 13                                         | 4                | -                | -                | -                | -                | 13               | 4                |
| 2024             | 長崎             | 20               | J2               | 13                                         | 1                | 0                | 0                | 2                | 0                | 15               | 1                |
| 2025             | 長崎             | 20               | J2               |                                            |                  |                  |                  |                  |                  |                  |                  |
| 通算             | フランス         | フランス         |                  | \|\|\|\|colspan="2"\|-\|\|1\|\|0\|\|1\|\|0 |                  |                  |                  |                  |                  |                  |                  |
| 通算             | 日本             | 日本             | J1               | 106                                        | 10               | 14               | 2                | 7                | 1                | 127              | 13               |
| 通算             | 日本             | 日本             | J2               | 90                                         | 15               | 0                | 0                | 3                | 0                | 93               | 15               |
| 通算             | 日本             | 日本             | 他               | -                                          | -                | -                | -                | 1                | 0                | 1                | 0                |
| 総通算           | 総通算           | 総通算           | 総通算           | 196                                        | 25               | 14               | 2                | 12               | 2                | 222              | 28               |

※2015年 特別指定選手としての公式戦出場は無し
その他の公式戦
- 2024年
  - J1昇格プレーオフ 1試合0得点

- Jリーグ初出場 - 2016年2月28日 J2第1節ツエーゲン金沢戦 (長崎県立総合運動公園陸上競技場)
- Jリーグ初得点 - 2016年6月26日 J2第20節愛媛FC戦 (ニンジニアスタジアム)

## タイトル

### クラブ
流通経済大学
- 全日本大学サッカー選手権大会
- 総理大臣杯全日本大学サッカートーナメント

## 代表・選抜歴
- 全日本大学選抜
- 2015年デンソーカップチャレンジ全日本選抜
- ユニバーシアード日本代表バックアップメンバー